# Pivovar Bruntál

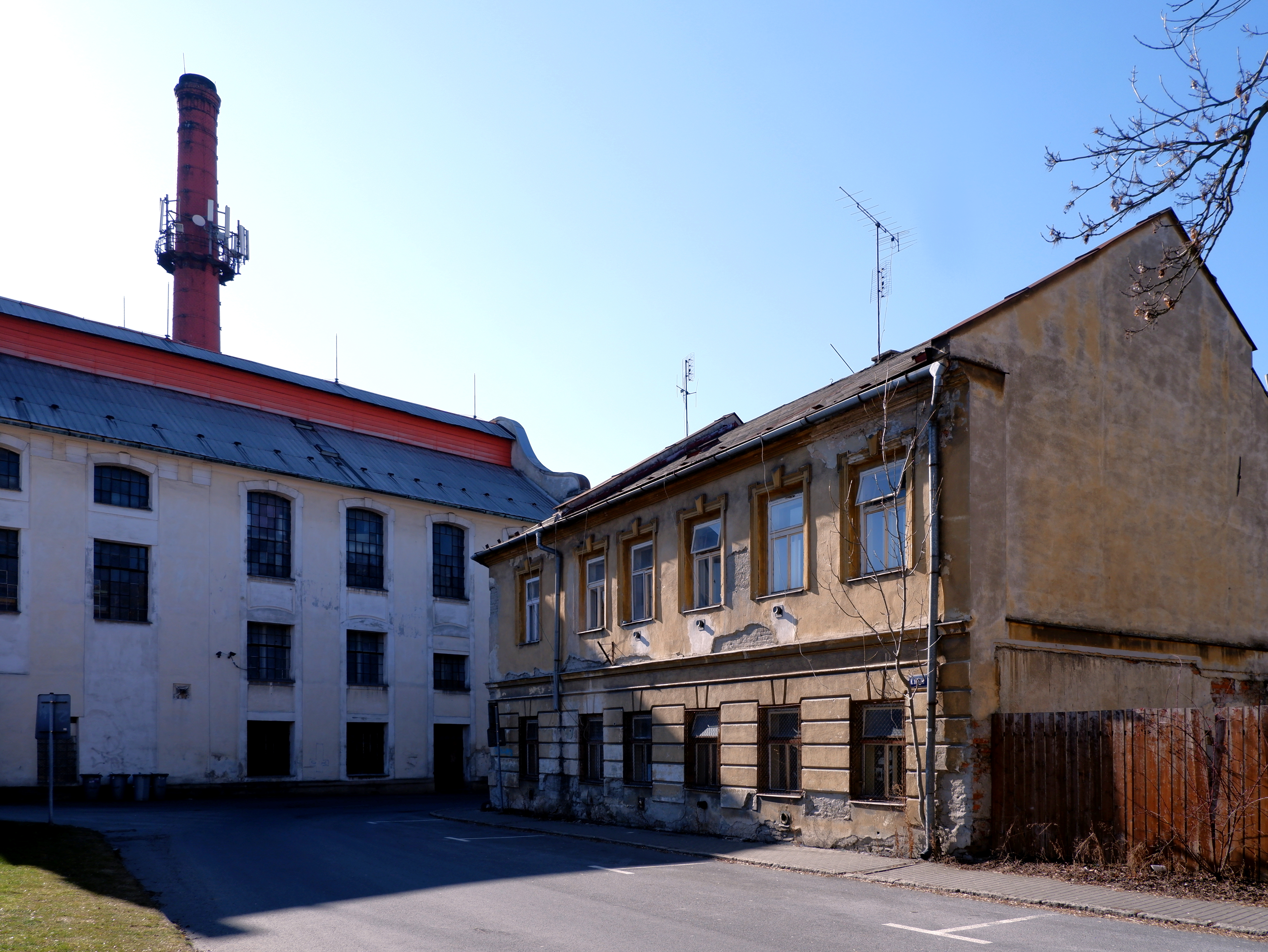
Sladovna Bruntál

Článek Pivovar Bruntál popisuje vznik a vývoj pivovarnictví v Bruntálu, kde se pivo vařilo od středověku do roku 1955. Od 19. století zde existovaly dva velké, vzájemně si konkurující pivovary – Měšťanský pivovar a Panský pivovar.

## Historie pivovarnictví v Bruntálu

### Počátky pivovarnictví
Bruntálu udělil městská práva (včetně práva várečného) Přemysl Otakar I. v roce 1223, tedy 10 let po založení Bruntálu. Hlavním způsobem obživy byla těžba drahých kovů a železné rudy v okolí města, avšak rozvíjelo se zde i pivovarnictví. Koncem 13. století už v Bruntálu vařilo pivo celých 109 domů. První společný pivovar stával, jak bylo v té době zvykem, na náměstí. Není zcela jasné, v kterém roce byl založen, ale první písemná zmínka o něm pochází z roku 1568, když přecházel do vlastnictví města. V té době už zde ovšem existoval Panský pivovar, který tomu městskému konkuroval a to vedlo k různým sporům. Během třicetileté války byl Bruntál několikrát vypleněn a oba pivovary zkrachovaly.

### Měšťanský pivovar
Přesné datum založení nového měšťanského pivovaru není známo, jisté ale je, že jeho provoz nebyl počátkem 19. století rentabilní, a že jej proto měšťané začali pronajímat. Pivovar i tak vydělával příliš málo na to, aby se zalatila potřebná rekonstrukce. V roce 1864 dostal Měšťanský pivovar, i s přilehlým hostincem Pivní pramen, do nájmu podnikatel židovského původu Nathan Hamburger, který nechal vystavět nový ležácký sklep a v roce 1871 od města celý pivovar odkoupil. Ačkoli nový majitel vkládal do pivovaru značné prostředky, nedařilo se mu konkurovat v té době moderněji vybavenému Panskému pivovaru a Hamburgerův pivovar se postupně začal zabývat především výrobou sladu. V roce 1884 byla vybudována nová moderní sladovna. Podnik v té době nesl název Pivovar a exportní sladovna Bruntál a výstav dělal zhruba 8 000 hl/rok.
Počátkem 20. století se továrna pod názvem Výroba sladu – majitel N. Hamburger zabývala již výhradně výrobou sladu. V roce 1906 si majitelé Panského pivovaru – Řád německých rytířů –  pronajímají hamburgerovu hospodu, roku 1907 odkupují i právo várečné a tím končí éra Měšťanského pivovaru v Bruntále. Slad se v té době vyvážel hlavně do Německa, Švýcarska, Švédska a Norska. V roce 1910 byl podnik rozšířen o lihovar a zavedena výroba droždí. Po první světové válce se vrací k výrobě sladu a sladových polotovarů. Po znárodnění v roce 1947 byl závod začleněn do n. p. Obchodní sladovny Prostějov.
Bruntálské pivo se po druhé světové válce vařilo v podniku Seliko až do roku 1956.

### Panský pivovar

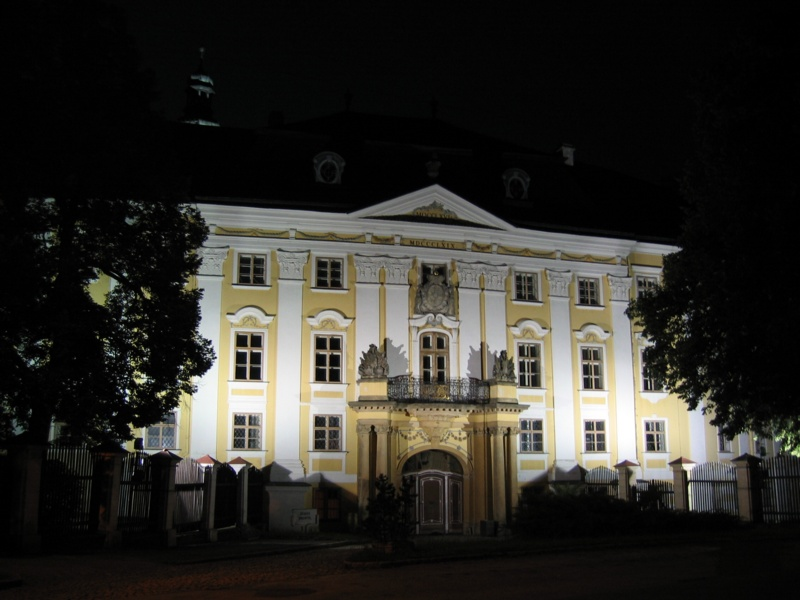
Zámek v Bruntálu

Nový Panský pivovar byl vystavěn v roce 1653 Řádem německých rytířů v blízkosti místního zámku. V době, kdy se v Hamburgerově pivovaru přestávalo vařit pivo, Panský pivovar vzkvétal. V letech 1911–1912 dal arcivévoda Evžen Rakousko-Těšínský vystavět nový, moderní komplex (pivovar, sladovna a lihovar) na dnešní Jesenické ulici. Výstav tohoto pivovaru se v meziválečném období pohyboval kolem 20 000 hl/rok.
V roce 1939 zabavili majetek Řádu německých rytířů nacisté a roku 1945 přešel pod národní správu. Po válce byl pivovar součástí několika národních podniků, postupně se k němu přidala palírna, zrušila se likérka a roku 1955 došlo ke zrušení pivovarnické činnosti. Od roku 1960 se podnik zabývá výrobou limonádových sirupů a ovocných vín. 

### Domácí pivo Horal
Pivo z přízviskem „bruntálské“ se na trhu znovu objevilo až v roce 1993, kdy Sladovna Bruntál začala vyrábět soupravy na přípravu domácího piva značky Horal.

### Pivovar Hasič
V roce 2015 byl v prostorách bývalé textilní továrny v centru města Bruntál otevřen minipivovar Hasič.

## Nabízené druhy piva
- Hamburgerův pivovar
  - Bruntálské pivo
- Panský pivovar
  - Hoch.- u. Deutschmeisterische Brauerei u. Brennerei-Anlagen Freudenthal